# Reunionski zovoj
Reunionski zovoj (lat. Pseudobulweria aterrima) je vrsta morske ptice roda Pseudobulweria iz porodice zovoja. Endem je francuskog otoka Réunion Duga je oko 36 cm. Tamnosmeđe je boje, a kljun i noge su joj crni. Kritično je ugrožena. Prijetnja su joj grabežljivi sisavci kao što su mačke i štakori. Populacija ove vrste je 90-800 jedinki.

## Vanjske poveznice
|  | Zajednički poslužitelj ima još gradiva o temi Pseudobulweria aterrima |
|  | Wikivrste imaju podatke o taksonu Pseudobulweria aterrima             |

- BirdLife International Species Factsheet[neaktivna poveznica]